# 花札
花札（日语：／ hana fuda）亦稱為花牌、花鬪、花歌留多、画图，為日本紙牌遊戲歌留多的一種，是源於日本的傳統紙牌遊戲，後於朝鮮王朝後期傳到朝鮮半島。目前一般的花札都是所謂的“八八花”，卡片上畫有12個月份的花草，每種各4張，整組48張。一般兩人玩的叫「來來」（ koikoi），兩人以上玩的叫「花合」（ hana awase），不過在日本花札愛好者之中屬八八的玩法最受歡迎。南韓則以GO-STOP玩法最熱門，並且在日本與朝鮮半島的許多地區都有本地的獨特玩法。
任天堂公司在跨入電子遊戲產業之前就是靠製造花札起家，且現今仍持續銷售。

## 歷史
紙牌遊戲是在安土桃山時代，由當時葡萄牙的48張遊戲牌流傳到日本。日文（歌留多、骨牌）一字是源於葡萄牙語「carta」，意思為紙牌。天正時期已在本土生產，被日本稱為天正札，現今尚存當年的紙牌。當時每次頒布政令禁止紙牌遊戲，民間就會變更牌面設計以避禁令。在不斷重覆「上有政策，下有對策」的環境底下，產生了各式各樣的牌面設計，花札也在變化的當中誕生。
因為賭博的閉鎖性與當時物品流通的實況，在全國普及的紙牌遊戲，亦在各地產生了各式各樣的地區規則，牌面設計也跟著這些地區規則而變更。這些紙牌又稱為「地方札」。
傳說花札的誕生是因為田沼意次的禁令。自此之後12張×4組的牌因隱藏數字還有組別而改為4張×12個月份，圖案則以教育用的歌留多〈紙牌遊戲〉為基本。
從江戶時代進入明治時代後，雖然花札解禁，但明治政府以「骨牌稅」寓禁於徵，全國各地生產地方札的紙牌工廠相繼破產，於是地方札消失，各地的地方規則亦因此失傳。

## 圖案
花札的圖案請參照下表。
| 月份 | 和曆                 | 植物（花）    | 20點牌：光 | 20點牌：光          | 10點牌：種（） | 10點牌：種（）  | 5點牌：短籤（） | 5點牌：短籤（） | 1點牌：粕／滓（） | 1點牌：粕／滓（）  |
| ---- | -------------------- | ------------- | ---------- | ------------------- | -------------- | --------------- | --------------- | --------------- | ----------------- | ------------------ |
| 1月  | 睦月（）             | 松樹          |            | 松上鶴 日语：       | －             | －              |                 | 松上赤短 日语： |                   | 松（2枚） 日语：   |
| 2月  | 如月（きさらぎ）     | 梅花          | －         | －                  |                | 梅上鶯 日语：   |                 | 梅上赤短 日语： |                   | 梅（2枚） 日语：   |
| 3月  | 彌生（やよい）       | 櫻花          |            | 櫻上幕簾 日语：     | －             | －              |                 | 櫻上赤短 日语： |                   | 櫻（2枚） 日语：   |
| 4月  | 卯月（うづき）       | 紫藤          | －         | －                  |                | 藤上鵑 日语：   |                 | 藤上短冊 日语： |                   | 藤（2枚） 日语：   |
| 5月  | 皐月（さつき）       | 鸢尾 （菖蒲） | －         | －                  |                | 蒲間八橋 日语： |                 | 蒲上短冊 日语： |                   | 菖蒲（2枚） 日语： |
| 6月  | 水無月（みなづき）   | 牡丹          | －         | －                  |                | 牡丹蝴蝶 日语： |                 | 牡丹青短 日语： |                   | 牡丹（2枚） 日语： |
| 7月  | 文月（ふみづき）     | 胡枝子 （萩） | －         | －                  |                | 萩間野豬 日语： |                 | 萩上短冊 日语： |                   | 萩（2枚） 日语：   |
| 8月  | 葉月（はづき）       | 芒草          |            | 芒上月 日语：       |                | 芒上雁 日语：   | －              | －              |                   | 芒（2枚） 日语：   |
| 9月  | 長月（ながつき）     | 菊花          | －         | －                  |                | 菊上盃 日语：   |                 | 菊上青短 日语： |                   | 菊（2枚） 日语：   |
| 10月 | 神無月（かんなづき） | 楓葉 （紅葉） | －         | －                  |                | 楓間鹿 日语：   |                 | 楓上青短 日语： |                   | 枫叶（2枚） 日语： |
| 11月 | 霜月（しもつき）     | 柳樹 （雨）   |            | 柳間小野道風 日语： |                | 柳上燕 日语：   |                 | 柳上短冊 日语： |                   | 柳雷雨鼓 日语：    |
| 12月 | 師走（しわす）       | 泡桐          |            | 桐上鳳凰 日语：     | －             | －              | －              | －              |                   | 桐（3枚） 日语：   |

## 點數
- 20點共5張，松上鶴、櫻上幕簾、芒上月、柳間小野道風、桐上鳳凰。
- 10點共9張，畫上動物或物品的牌、菖蒲間八橋、菊上盃，即「鶯、杜鵑、八橋、蝶、豬、雁、盃、鹿、燕」。
- 5點共10張，畫上短籤的牌，赤短三張（紅色有寫字的短籤）與沒寫字的四張紅色短籤及三張青色短籤。
- 1點共24張，11月為1張，12月為3張，其他月份各有兩張，只畫出植物的牌（也有不計分的情形）。

## 役
下面是花合わせ和等役的使用範例，由於變化非常多，在實際比賽的時候建議先確認當地的比賽規則。
標*多為「花合わせ」採用的役
| 點數    | 役名                   | 中譯                  | 條件 |
| ------- | ---------------------- | --------------------- | --- |
| 10      | （，Gokō）             | 五光                  | 得到全部5張光牌。 |
| 8       | （，Shikō）            | 四光                  | 得到不包含「柳間小野道風」之外其餘4張光牌。 |
| 7       | （，Ame-Shikō）        | 雨四光                | 得到「柳間小野道風」加上另外3張光牌。 |
| 5       | （，Sankō）            | 三光                  | 得到不包含「柳間小野道風」之外得到其餘4張光牌裡面的3張。 |
| 5       | *                      | 松桐坊主              | 得到「松上鶴」、「芒上月」、「桐上鳳凰」。 |
| 5       | （，Inoshikachō）      | 猪鹿蝶                | 得到「萩間豬」、「楓間鹿」、「牡丹蝶」。 |
| 5       | *（，Sugawara）        | 表菅原                | 得到「松上鶴」、「梅上鶯」、「櫻上幕簾」。此役別稱為「」、「」。 |
| 5或3    | *（，Kusa）            | 草（草短）            | 得到「藤上短冊」、「菖蒲上短冊」、「萩上短冊」。 |
| 5或3    | （，Hanami-de ippai）  | 花見酒 （賞花一浮白） | 得到「櫻上幕簾」和「菊上盃」，此役很容易做出，多半不採用或僅使用於追加役(bonus)，就是光靠他們不能勝負及こいこい但在胡其他役種的時候可以計算點數。另外也有得到「柳間小野道風」的時候就不算（）或得到桐就不算（）的規則。 |
| 5或3    | （，Tsukimi-de ippai） | 月見酒 （賞月一浮白） | 得到「芒上月」和「菊上盃」，多半不採用或僅使用於追加役(bonus)，其他規則和「花見酒」相同。 |
| 6或5或3 | *（，Teppou）          | 飲（鐵炮）            | 得到「櫻上幕簾」、「菊上盃」和「芒上月」。不能和花見酒或月見酒複合，多半不採用或僅使用於追加役(bonus)。也稱為月花酒、花月見，其他規則和「花見酒」相同。                                                                 |
| 5       | （Akatan）             | 赤短                  | 得到「松上赤短（）」、「梅上赤短（）」、「櫻上赤短（）」。此役別稱為「」、「」。 |
| 5       | （Aotan）              | 青短                  | 得到「牡丹上青短」、「菊上青短」、「楓上青短」。 |
| 7       | *                      | 七短                  | 得到除「柳上短冊」以外的短冊7張。 |
| 5       | *                      | 六短                  | 得到除「柳上短冊」以外的短冊6張。 |
| 4       | （，Getsusatsu）       | 月牌                  | 在部份規則中有此役種，收集到當月的4張牌則得4文。 |
| 1       | （Tan）                | 短                    | 得到5張短冊牌，每多獲得一張短冊牌結算時點數加1。 |
| 1       | （Tane）               | 種                    | 5張任意種牌，每多獲得一張種牌結算時點數加1。 |
| 1       | （Kasu）               | 粕（滓）              | 得到10張的粕牌，每多獲得一張粕牌結算時點數加1。 |
| 5       | （Gotori）             | 五鳥                  | 得到「梅上鶯」、「藤上杜鵑」、「芒上雁」牌。得5分。此役在韓國花鬥中較為常見。 |
| 6       | （Teshi）              | 手四                  | 一開始時手牌中即持有一組(一個月份)中的四張牌。 |
| 6       | （，Kuttsuki）         | 喰付                  | 一開始時手牌中即持有四組配對。 |

以上是役牌組合。
用麻將來比喻的話，役牌組合就像是台數計算規則一樣。而點數就是台數。

## 規則解說

### 進行流程
首先本遊戲為雙人遊戲，第一局前先抽牌決定「親」（莊家）或「子」（閑家），親先出牌，第二局以後由前一局的勝者當親先出牌。
手牌每人各八張持於手上是不給對方看的，場牌只有八張則是置於桌面翻開的，再決定月札牌（可有可無，切牌決定），每輪到某人，該人就從手牌裏拿出一張，若跟場牌有同月份者，就可吃回一墩（兩張），接下來從山牌抽出一張，也是跟場牌比對，同月份的必須吃回，若跟場牌有不同配對方式，則可自行選擇要吃哪一張場牌。
接下來檢視吃回的牌，若有因本次吃進的牌組成「役」，則可決定是否結束牌局，若決定繼續，則由對方進行上述的程序。

### 牌局結束
有三種方式：
- 其中一方喊停（喊停權力如上述）。喊停的一方則可以計算手上所有吃進牌的役，另一方則不能計算役。所以什麼時候喊停也是一個重要的策略。
- 雙方牌都已出完，但兩方最後一張牌都沒能吃進湊成役。這種結束方式，不管你吃了什麼牌，雙方就不能計算任何役。有些規則裡有「親權」，就是在這種狀況下，莊家直接得6點。
- 某方的最後一張吃進的牌恰好湊成役，也會強制結束。這時計算役的權力在手上無牌的一方（也就是最後一次的出牌方）。

## 花札的地方札
除了起源於橫濱、盛行於日本全國的八八花之外，其他地區也有類似的牌具，在圖案、牌數略有不同，如下表所列。
| 名稱     | 地區             | 牌數 | 說明                                                                                              |
| -------- | ---------------- | ---- | ------------------------------------------------------------------------------------------------- |
| 虫花     | 大阪、京都、兵庫 | 40   | 又稱虫札，缺少八八花的六（牡丹）、七月（荻）。                                                    |
| 薄口     | 東京             | 48   | 流傳於江戶時代的風化界。                                                                          |
| 越後花   | 新潟             | 48   | 部分卡片有網的圖案。                                                                              |
| 越後小花 | 新潟             | 52   | 多三張鬼牌與畫有金太郎、稱為金時札的牌 ，並且將桐一點牌改成桐上短冊和柳間小野道風改成了柳間狐狸。 |
| 山形花   | 山形             | 48   | 又稱奥州花。                                                                                      |
| 阿波花   | 徳島             | 49   | 又稱為金時花，多一張金時札。                                                                      |
| 十三月花 | -                | 52   | 又稱為八八花，多四張代表「十三月」的牌，共五十二張，並非傳統花札，而是京都的松井天狗堂所創作。    |
| 十四月花 | -                | 56   | 比十三月花再多四張代表「十四月」的牌，其中還包含了第六張光牌，同樣由松井天狗堂所創作 。           |
| 大連花   | 日治关东州、满洲 | 48   | 起源于日治关东州，在满洲的日本人社群中传播。                                                      |
| 花闘     | 韓國             | 48   | 傳至韓國的花札。                                                                                  |

松井天狗堂創作的13月、14月花札：
| 月份          | 植物（花） | 20點牌：光 | 20點牌：光    | 10點牌：種（） | 10點牌：種（） | 5點牌：短籤（） | 5點牌：短籤（） | 1點牌：粕／滓（） | 1點牌：粕／滓（） |
| ------------- | ---------- | ---------- | ------------- | -------------- | -------------- | --------------- | --------------- | ----------------- | ----------------- |
| 13月 （地月） | 竹子       | －         | －            |                | 竹间虎 日语：  |                 | 竹上短册 日语： |                   | 竹（2枚） 日语：  |
| 14月 （天月） | 蓮花       |            | 莲上龙 日语： | －             | －             |                 | 莲上短册 日语： |                   | 莲（2枚） 日语：  |

## 作為主題的作品
- 在日本動畫電影《夏日大作戰》中出現。劇中女主角筱原夏希為擊敗入侵 Oz 系統的人工智慧——Love Machine，以自己以及家人的 Oz 帳戶做賭注，進行「來來」這種兩人制的花札競賽，以奪回被 Love Machine 竊取的帳戶，最終在无数使用者及家人的支持下贏得勝利，擊敗了 Love Machine 並奪回了被竊取的用戶帳戶。
- 日本虛擬歌手鏡音雙子的《八八花合戰》[21]
- 遊戲王 ARC-V 中，同調次元的德松長次郎，使用著名為花札衛，以花札為主題的牌組。

以下是「競技歌牌」，而非以花札為主作品。
- 日本動畫《花牌情緣》即是以競技歌牌為主題。
- 日本動畫《名偵探柯南》電影版《唐紅的戀歌》中，以競技歌牌為背景。